# El Humo de Rañín
El Humo de Rañín (en aragonés Lumo Rañín u O Lumo de Ranyín) es una localidad española dentro del municipio de La Fueva, en el Sobrarbe, provincia de Huesca, Aragón. Antiguamente era aldea perteneciente al municipio de Morillo de Monclús. Tenía 13 habitantes en el año 2012.

## Toponimia
Una teoría afirma que la palabra "lumo" sería realmente un apócope de dos palabras íberas: LUR y UMO, que significarían tierra y grasa, a través de alguna forma de tipo "lu'mo" ("tierra fértil"). De acuerdo con su autor, valdría lo mismo para Humo de Muro, pues ambos lugares presentaban buenas fincas cerca de dos cursos de agua que siempre las habría hecho propicas para el regadío. El topónimo oficial "El Humo de Rañín" (en castellano) se creó por una mala interpretación de la pronunciación local de la palabra aragonesa "lumo", interpretándola erroóneamente como "l'umo" o "l'humo".
Sin embargo, según otra teoría, este topónimo deriva de la palabra latina <LUMBUS y no de humo o de otra palabra pre-indoeuropea.

## Historia
Era una de las dos aldeas que tradicionalmente tenía Rañín hasta su fusión con Morillo de Monclús a mitades del siglo XIX. El Humo de Rañín se encuentra en la bajante de la sierra de Campanué hacia La Fueva, con una ladera por la cara norte del núcleo que baja al barranco de la Usía.

## Demografía
| Gráfica de evolución demográfica de El Humo de Rañín entre 2000 y 2012 |
|                                                                        |

## Urbanismo

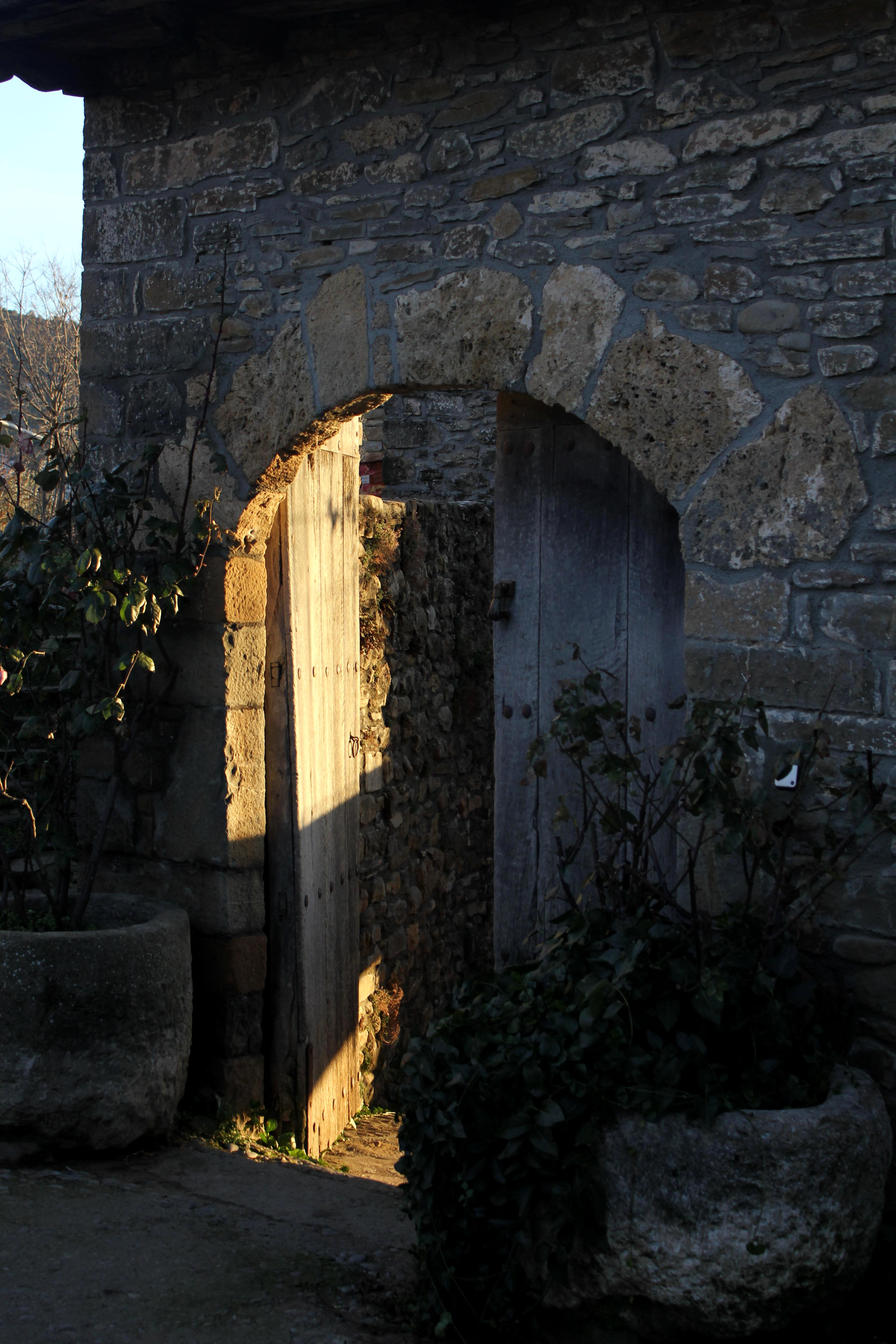
Puerta del atrio de la casa Fantova.

El Humo de Rañín posee una única calle denominada San Juan, en dirección este-oeste, y un pasadizo abovedado.
Hay dos casas torreadas, que son la casa Solano y la casa Fantova (del siglo XVI). Los bajos de la primera son abovedados y La segunda tuvo carácter defensivo, ya que tiene una torre de planta cuadrada y aspilleras.
La iglesia es una construcción del siglo XVII o XVIII, y está consagrada a San Juan Bautista. Tiene nave y ábsides rectangulares y la Puerta se abre con arco de medio punto.

## Festividades
- Primer fin de semana de septiembre: fiesta mayor,[5] en honor a la Asunción de la Virgen, que aunque es el día 15 de agosto se trasladó a septiembre. Se celebra conjuntamente con Rañín y Solipueyo.
- 17 de noviembre: romería a la ermita de San Icisclo.[5]